# 작은얼굴두더지
작은얼굴두더지(Scaptochirus moschatus)는 진무맹장목 두더지과에 속하는 포유류의 일종이다. 중국의 고유종이다. 작은얼굴두더지속(Scaptochirus)의 유일종이다.